# آندرش اسکارست
آندرش اسکارست (انگلیسی: Anders Skaarseth؛ زادهٔ ۷ مهٔ ۱۹۹۵) دوچرخه‌سوار اهل نروژ است.
از باشگاه‌هایی که در آن بازی کرده‌است می‌توان به تیم دوچرخه‌سواری کوفیدیس اشاره کرد.

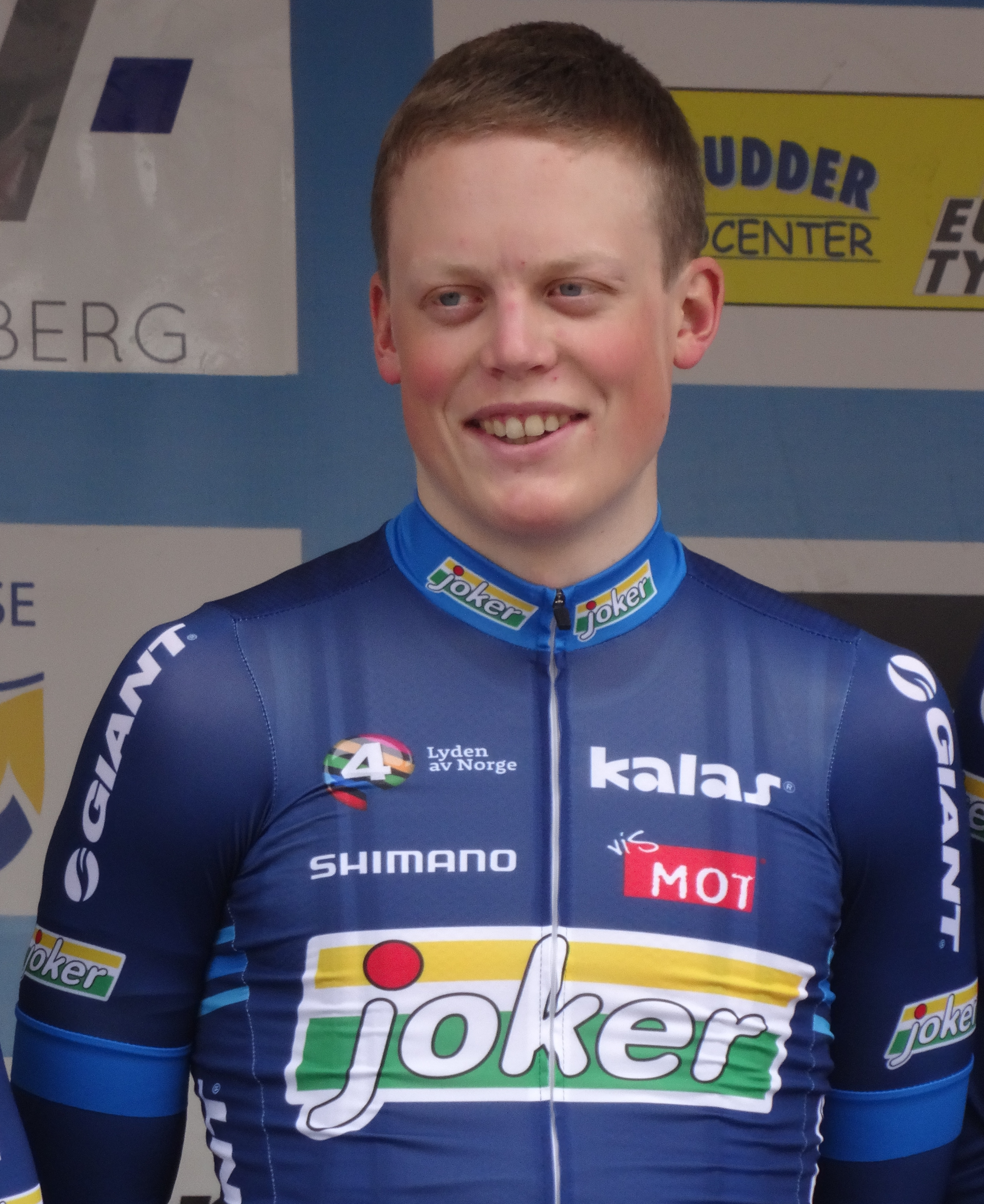
سال ۲۰۱۴
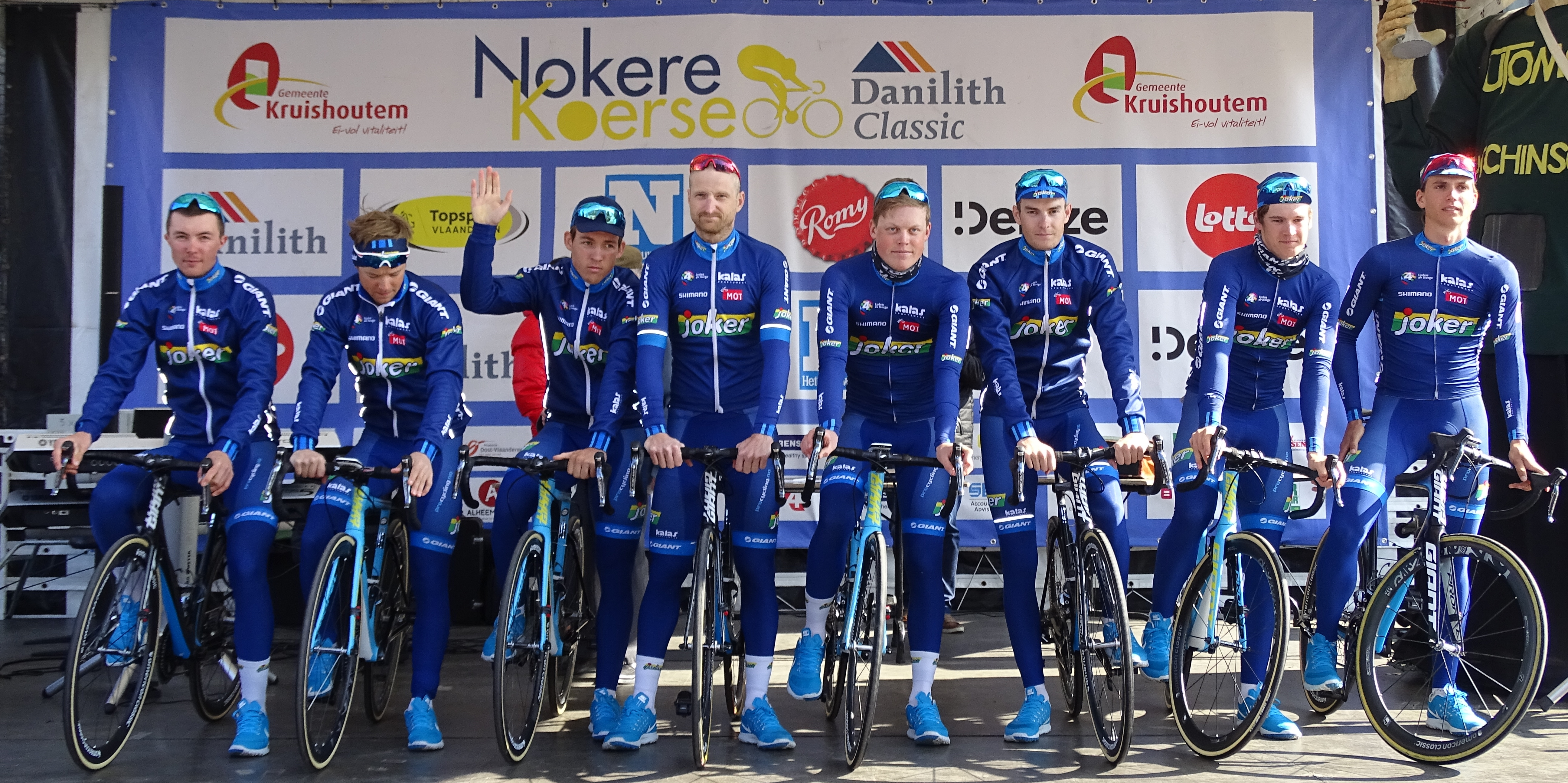
تیم دوچرخه‌سواری سال ۲۰۱۶